# Джеррі Моран
Джеральд В. «Джеррі» Моран (англ. Gerald W. «Jerry» Moran; нар. 29 травня 1954, Грейт Бенд, Канзас) — американський політик з Республіканської партії. Сенатор від штату Канзас з 2011 року, представляв Канзас у Палаті представників з 1997 по 2011. Він був обраний до Сенату США на проміжних виборах у 2010 році замість Сема Браунбека.
Моран закінчив школу у Плейнвіллі, а потім навчався в Університеті Канзасу (1976), отримав ступінь бакалавра права (1981). Він був членом сенату штату з 1989 по 1997.